# Efeito do espaçamento
O Efeito do espaçamento (spacing effect) é um fenômeno no qual a Aprendizagem é maior quando o estudo é espaçado ao longo do tempo do que quando se estuda a mesma quantidade de tempo de uma vez só. Isto é, é melhor distribuir as sessões de aprendizagem do que estudar de forma concentrada/massiva (massed presentation).
Praticamente, esse efeito sugere que "concentrar" (cramming - estudar tudo de uma vez de forma intensa) a noite anterior da prova não é tão efetivo do que estudar um pouco de cada vez, em intervalos ao longo do tempo.  Entretanto, vale ressaltar que esse efeito só aparece a longo prazo e não a curto-prazo. A curto prazo, a prática concentrada tende a ter melhor resultado no desempenho de Memória. Esse efeito é uma Dificuldade Desejável pois ela desafia o aprendiz e gera uma aprendizagem de longa duração.

## Porque ocorre o Efeito do Espaçamento?
Décadas de pesquisas sobre memória e recordação produziram muitas teorias e achados diferentes sobre o efeito de espaçamento. Em estudo conduzido por Cepeda et al. (2006) participantes que usaram prática de espaçar em tarefas de memória superaram aqueles que usam a prática massificada em 259 dos 271 casos.
Não foi dada muita atenção aos estudos sobre o efeito do espaçamento em testes de retenção a longo prazo. Shaughnessy (1977) descobriu que o efeito do espaçamento não é robusto para itens apresentados duas vezes após um atraso de 24 horas nos testes. O efeito de espaçamento está presente, contudo, para itens apresentados quatro ou seis vezes e testados após um atraso de 24 horas. O resultado foi interessante porque outros estudos que usaram apenas itens apresentados duas vezes mostraram um forte efeito de espaçamento, embora o atraso entre a aprendizagem e o teste tenha sido mais longo. Shaughnessy interpreta isso como uma evidência de que nenhum mecanismo explicativo pode ser usado para explicar as várias manifestações do efeito de espaçamento.

### Pré-ativação semântica
Do inglês, semantic priming.

## Aplicações práticas e retenção de longa duração

### Aplicação na educação
Embora seja aceito que o espaçamento é benéfico em aprender um assunto bem e as unidades precedentes devem ser revisitados e praticados, os livros de texto são escritos em capítulos distintos que não suportam estas descobertas. Rohrer conduziu um estudo de duas partes em 2006, onde os alunos foram ensinados a resolver problemas de matemática. Na primeira parte, os alunos usaram a prática concentrada/massiva ou espaçada, e prática espaçada mostrou melhoria significativa em relação à prática concentrada quando testado uma semana mais tarde. Na segunda parte do experimento, as diferentes práticas foram agrupados por tipo ou misturados aleatoriamente. As dificuldades desejadas encontradas pelos problemas misturados aleatoriamente foram eficazes e o desempenho dos alunos que resolveram os problemas misturados aleatoriamente foi muito superior aos alunos que resolveram os problemas agrupados por tipo. Esse efeito é conhecido como Efeito do estudo intercalado). O raciocínio por trás desse desempenho aumentado foi que os alunos sabem a fórmula para resolver equações, mas nem sempre sabem quando aplicar a fórmula. Ao misturar os problemas ao redor e dispersá-los em vários capítulos, os alunos também aprendem a identificar quando é apropriado usar qual fórmula. Há evidências de que os exames finais cumulativos promovem a retenção a longo prazo, forçando a aprendizagem espaçada a ocorrer.

### Aprendizagem e Pedagogia
Os efeitos a longo prazo do espaçamento também foram avaliados no contexto da aprendizagem de uma língua estrangeira. Bahrick et ai. (1993) examinou a retenção de palavras de vocabulário estrangeiro recentemente aprendidas em uma função de sessões de reaprendizagem e espaçamento entre sessões durante um período de 9 anos. Tanto a quantidade de sessões de reaprendizagem como o número de dias entre cada sessão têm um grande impacto na retenção (o efeito de repetição e o efeito de espaçamento), mas as duas variáveis não interagem entre si. Para os três rankings de dificuldade das palavras estrangeiras, a recordação foi maior para intervalos de 56 dias em vez de um intervalo de 28 ou 14 dias. Adicionalmente, 13 sessões espaçadas com 56 dias de intervalo produziram uma retenção comparável a 26 sessões com um intervalo de 14 dias.
Esses achados têm implicações para as práticas educacionais. Os currículos escolares e universitários atuais raramente oferecem aos alunos oportunidades de recuperação periódica de conhecimentos adquiridos anteriormente. Sem repetições espaçadas, os alunos são mais propensos a esquecer o vocabulário de língua estrangeira.

### Efeito do atraso
Do inglês, lag effect. 
Enquanto o efeito de espaçamento refere-se a uma melhor recuperação para repetição espaçada versus sucessiva (concentrada), o termo "atraso" pode ser interpretado como o intervalo de tempo entre repetições de aprendizagem. O efeito do atraso é simplesmente uma ideia que se ramifica do efeito de espaçamento que os estados recordam após longos períodos de tempo entre a aprendizagem é melhor do que breves períodos.O estudo de Kahana mostrou forte evidência de que o efeito de atraso está presente quando se lêem listas de palavras. Em 2008, Kornell e Bjork publicaram um estudo que sugere que a aprendizagem indutiva é mais eficaz quando espaçada do que concentrada (massificada). Aprendizagem indutiva é a aprendizagem através da observação de exemplares, de modo que os participantes não tomaram notas  ou resolver problemas. Estes resultados foram replicados e apoiados por um segundo estudo independente.

Part of the content in this edit is from the existing English Wikipedia article at [[Spacing Effect]; see its history for attribution.